# Bulbophyllum singaporeanum
Bulbophyllum singaporeanum là một loài phong lan thuộc chi Bulbophyllum.